# دون إريكسون
دون إريكسون (بالإنجليزية: Don Erickson)‏ هو لاعب كرة قاعدة أمريكي، ولد في 13 ديسمبر 1931 في سبرينغفيلد في الولايات المتحدة، وتوفي بنفس المكان في 1 أغسطس 2012.

## وصلات خارجية
- دون إريكسون على موقع دوري كرة القاعدة الرئيسي (الإنجليزية)
- دون إريكسون على موقعبيزبول رفرنس.كوم (الدوري الرئيسي) (الإنجليزية)
- دون إريكسون على موقعبيزبول رفرنس.كوم (الدوري الثانوي) (الإنجليزية)
- دون إريكسون على موقع إي إس بي إن.كوم (أم.أل.بي) (الإنجليزية)
- دون إريكسون على موقع مشجعي الرسوم البيانية (الإنجليزية)